# Hans Bentz (Mediziner)
Julius Albert Friedrich Hans Bentz (* 12. Oktober 1921 in Leipzig; † 1993) war ein deutscher Veterinärpharmakologe und Hochschullehrer an der Universität Leipzig.

## Leben
Er wuchs im Stadtteil Reudnitz auf. Nach dem Schulbesuch studierte er Veterinärmedizin und promovierte 1949 an der Veterinärmedizinischen Fakultät der Universität Leipzig zum Dr. med. vet. Danach war er wissenschaftlicher Assistent und wurde nach seiber Habilitierung 1953 Professor mit Lehrstuhl und Direktor des Universitätsinstituts für Veterinärmedizinische Pharmakologie und Toxikologie.
Er war Mitglied der Deutschen Pharmakologischen Gesellschaft.

## Schriften (Auswahl)
- Die Homöopathie im Lichte der modernen wissenschaftlichen Forschung. Leipzig 1949.
- Über die pharmakologische Bedeutung der Flavone. Leipzig 1952.
- (Mitautor): Die Arzneiverordnung des Tierarztes. Leipzig 1958.
- Tierärztliche Drogenkunde. Jena 1959.
- (Mitautor): Rezeptformeln für die Veterinärmedizin. Jena 1965.
- (mit Heinz Richter): Grundlagen der Pharmakognosie. Berlin 1977.

## Ehrungen
1960: Verdienter Tierarzt